# Lavameer

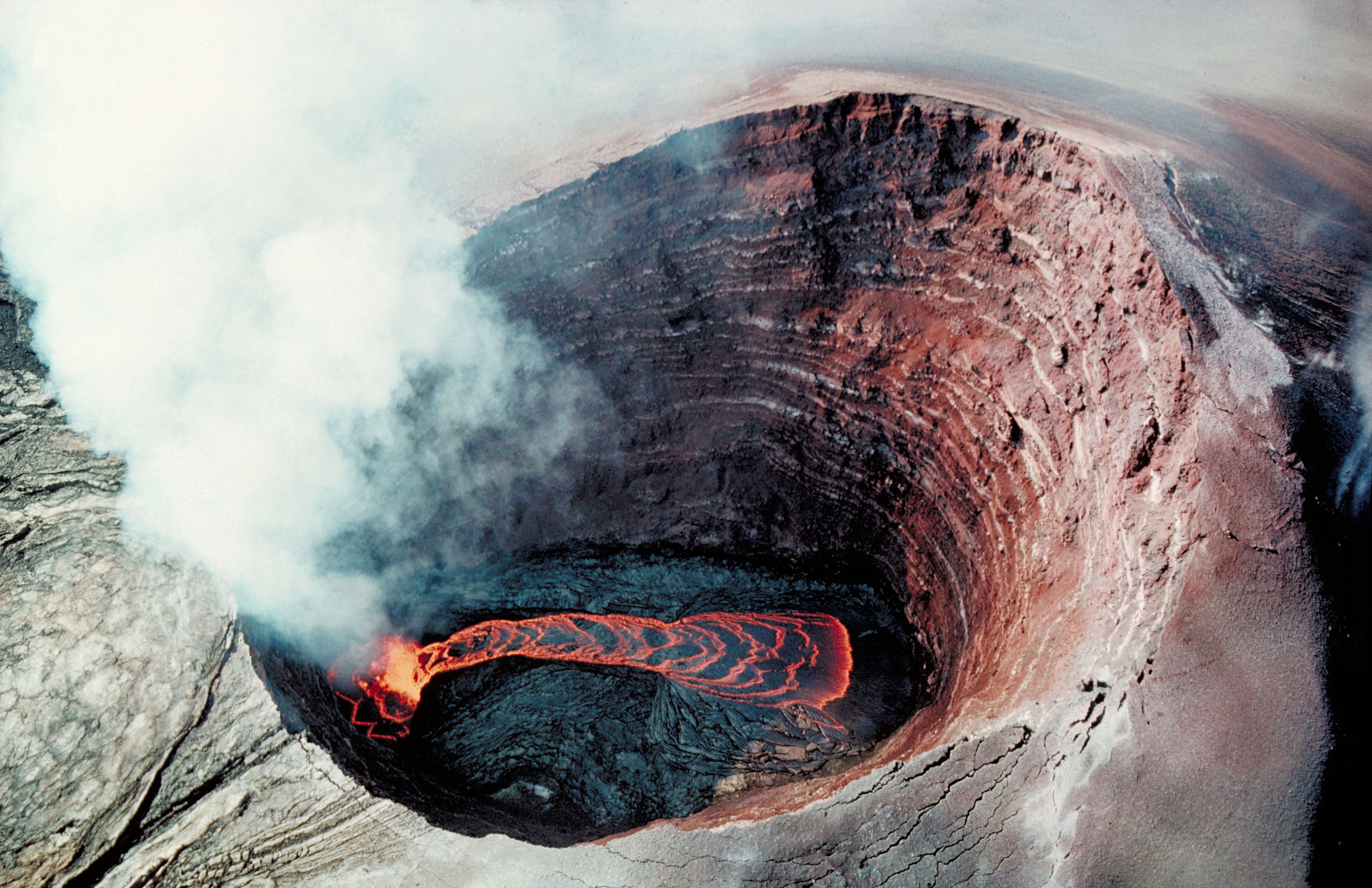
Lavameer in Puʻu ʻŌʻō van de Kīlauea

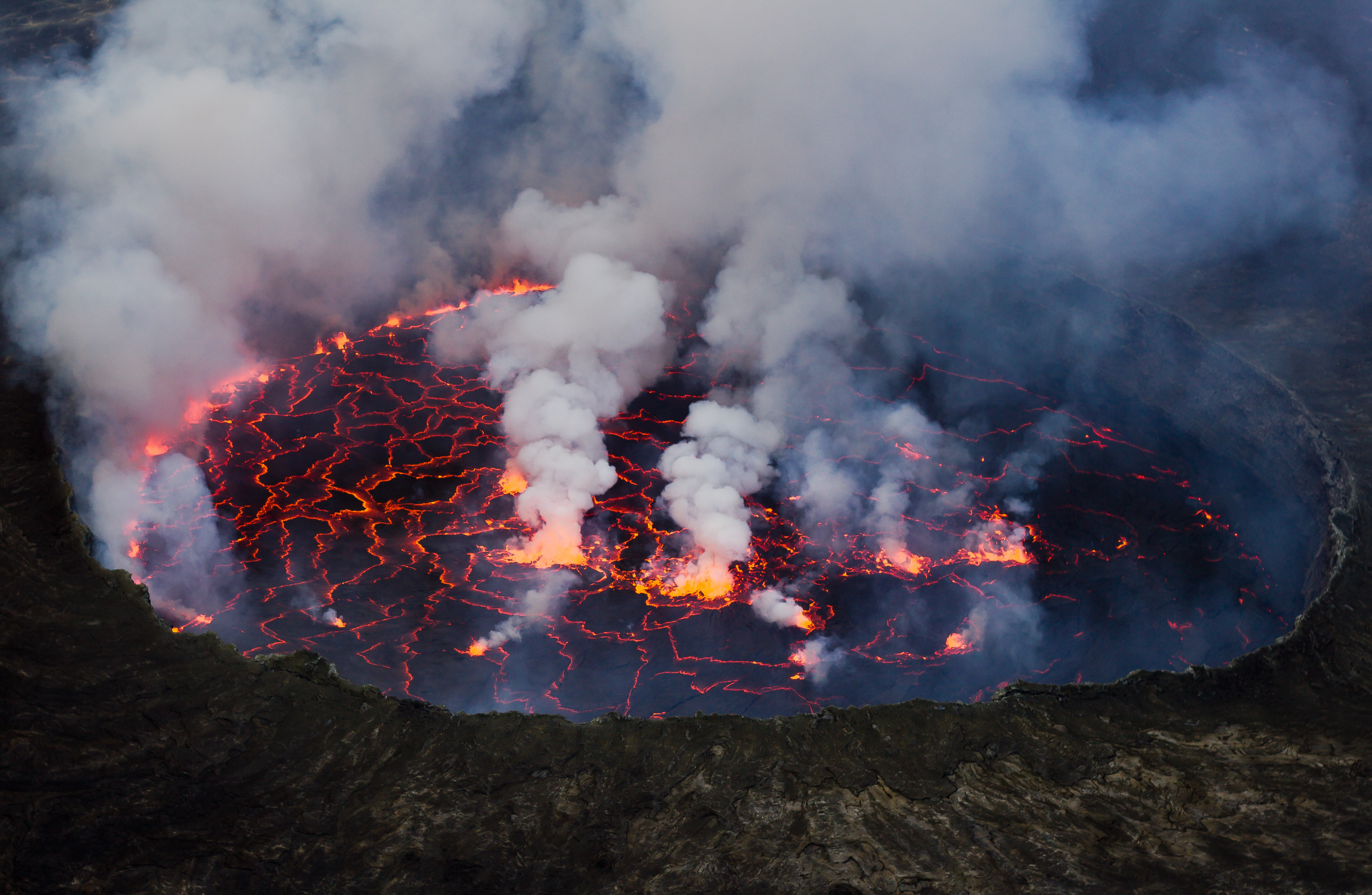
Het lavameer van de Nyiragongo in Congo-Kinshasa

Een lavameer is een groot volume gesmolten lava, vaak basalt, dat zich ophoopt in een vulkaankrater of grote depressie. Wetenschappers gebruiken de naam voor zowel lavameren die nog geheel vloeibaar zijn, als meren die al deels of geheel zijn gestold.
Lavameren kunnen op drie manieren ontstaan:
- uit een of meer openingen in een krater tijdens een vulkaanuitbarsting;
- als lava in een krater of depressie stroomt;
- boven op een nieuwe opening waar gedurende een aantal weken lava uitstroomt.

Er zijn in de wereld vier vulkanen waar gedurende de laatste decennia voortdurend een lavameer aanwezig was:
- Erebus, Antarctica;
- Erta Ale, Ethiopië;
- Nyiragongo, Congo-Kinshasa;
- Kīlauea, Hawaï.

Daarnaast zijn er vulkanen waar van tijd tot tijd een lavameer voorkomt:
- Villarrica, Chili;
- Masaya, Nicaragua;
- Yasur, Tanna, Vanuatu.